# Mimoscapeuseboides pedongensis
Mimoscapeuseboides pedongensis är en skalbaggsart som beskrevs av Stefan von Breuning 1976. Mimoscapeuseboides pedongensis ingår i släktet Mimoscapeuseboides och familjen långhorningar. Inga underarter finns listade i Catalogue of Life.